# بان می
بان می (به ویتنامی: Bánh mì یا banh mi); (‎/ˈbɑːn ˌmiː/‎، ‎/ˈbæn/‎. Vietnamese:&nbsp;[ɓǎjŋ̟ mî]) اصطلاحی ویتنامی برای نوع خاصی از ساندویچ است. در اصل این واژه برای همه نوع نان استفاده می‌شد. باگت، که بیشتر معادل بان می استفاده می‌شود، در دوران استعمار توسط فرانسوی‌ها در هندوچین معرفی شد و به محبوب‌ترین شکل نان تبدیل گشت. بان می ویتنامی کوچکتر از باگت فرانسوی است و از آرد گندم تهیه شده و با آرد برنج مخلوط می‌شود. این‌ها به بان می پوسته نازک‌تر و تردتر می‌بخشد.

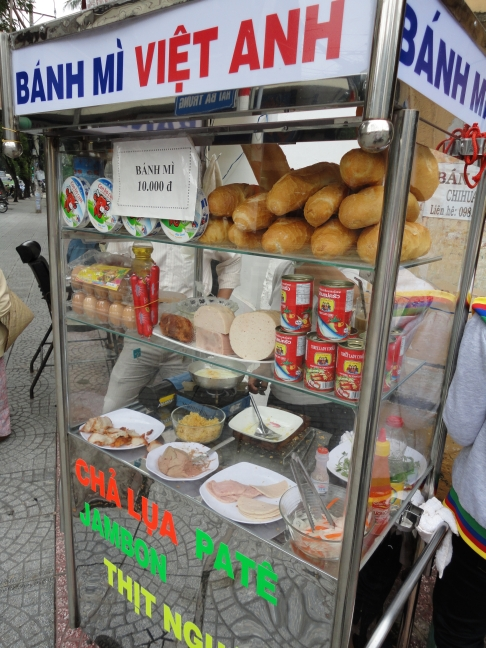
یک دکه بان می در شهر هوشی مین

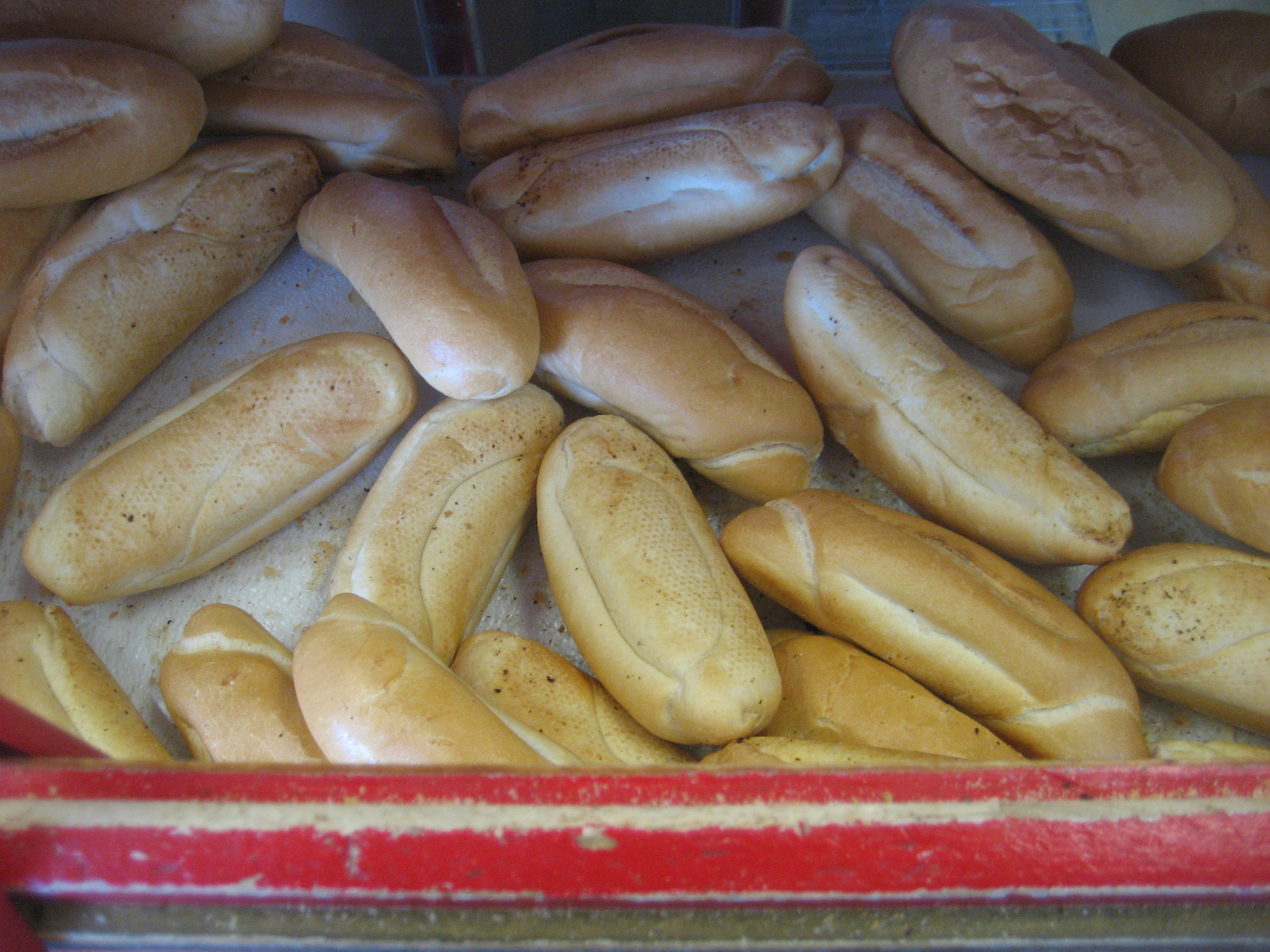
بان می در نانوایی شرقی دونگ فونگ در نیواورلئان

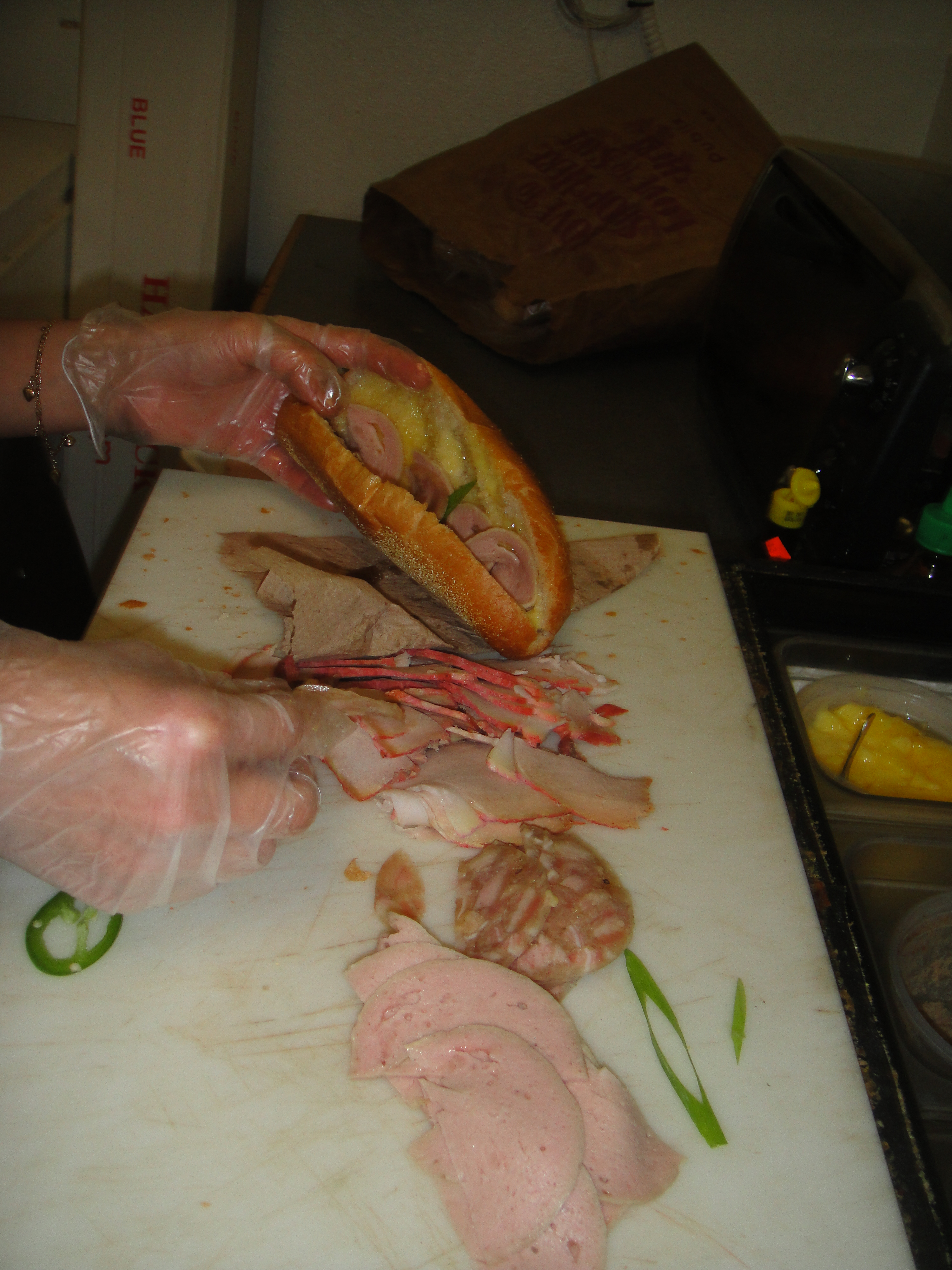
پرکردن بان می

بان می در غذاهای ویتنامی به نوعی باگت گفته می‌شود که غالباً از طول برش می‌خورد و به عنوان ساندویچ با مواد مختلف خوراکی پر می‌شود و به عنوان وعده غذایی سرو می‌شود. بان می ساده نیز به عنوان غذای اصلی خورده می‌شود.
یک بان می ویتنامی معمولی تلفیقی است از گوشت و سبزیجات از غذاهای بومی ویتنامی مانند چالا (chả lảa کالباس گوشت خوک)، برگ گشنیز، خیار، ترشی هویج و ترشی ترب سفید که همراه با چاشنی غذاهای فرانسوی مانند پاته به همراه فلفل قرمز و مایونز سرو می‌شود. با این حال، از طیف گسترده‌ای از پر کردنی‌های محبوب، از سو مای گرفته تا بستنی نیز استفاده می‌شود. در ویتنام، ساندویچ‌ها معمولاً برای صبحانه یا به عنوان میان‌وعده خورده می‌شوند. آنها برای ناهار یا شام خیلی خشک در نظر گرفته می‌شوند.
باگت در اواسط قرن نوزدهم، زمانی که ویتنام بخشی از هندوچین فرانسه بود، به ویتنام معرفی شد و تا اوایل قرن بیستم به عنوان غذای اصلی مردم ویتنام تبدیل شد. در دهه ۵۰، یک ساندویچ سبک ویتنامی کاملاً مشهور در سایگون توسعه یافت که به یک غذای محبوبخیابانی تبدیل شد. پس از جنگ ویتنام، ویتنامی‌های خارج از کشور بان می را در کشورهایی مانند استرالیا، کانادا و ایالات متحده محبوب کردند.